# Edouard Wolff
Edouard Wolff (Edward Wolff, * 15. September 1816 in Warschau; † 16. Oktober 1880 in Paris) war ein polnischer Pianist und Komponist.

## Leben
Wolff hatte den ersten Klavierunterricht bei seiner Mutter, einer Amateurpianistin, und studierte dann ab 1828 in Wien bei Wilhelm Würfel. Nach seiner Rückkehr nach Warschau 1832 nahm er Privatunterricht bei Joseph Elsner.
1835 ging er nach Paris, wo er zunächst Kontakt zu Frédéric Chopin hatte, der ihn in die Pariser musikalische Gesellschaft einführte. Später kam es zu einer Entfremdung zwischen Chopin und ihm. Dennoch widmete er Chopin zwei seiner mehr als 300 Klavierstücke: das Grand Allegro de Concert und Rêverie-Nocturne (Hommage à Chopin). Er komponierte außerdem vierzig Duos für Klavier und Violine sowie ein Klavierkonzert.